# ダラーラ・F397
ダラーラ・F397は、イタリアのレーシングカーコンストラクター、ダラーラが製作したフォーミュラカーである。1997年にフォーミュラ3（F3）で使用された。